# Circoscrizione 2 (Bergamo)
La circoscrizione 2 è una delle tre circoscrizioni in cui era suddiviso il territorio comunale di Bergamo.

## Suddivisione
La circoscrizione 2 comprende i quartieri di Carnovali, Colognola, Grumello del Piano, Longuelo, Loreto, San Paolo, San Tomaso de' Calvi, Santa Lucia, Villaggio degli Sposi.